# Catch-22 – Der böse Trick
Catch-22 – Der böse Trick ist ein US-amerikanischer Antikriegsfilm von Mike Nichols aus dem Jahr 1970, der Elemente einer schwarzen Komödie enthält und auf dem Roman Catch-22 von Joseph Heller beruht.

## Zusammenfassung
Der Film schildert die Begebenheiten um den Bombenschützen John Yossarián während seiner Dienstzeit im Zweiten Weltkrieg auf einem USAAF-Stützpunkt. Die Umstände auf der besetzten Mittelmeerinsel Pianosa werden als grotesk und menschenfeindlich geschildert. Yossarián will, um von den Kampfeinsätzen freigestellt zu werden, sich für verrückt erklären lassen, was ihm aber aufgrund der absurden Argumentationskette „Catch-22“ nicht gelingen kann. Schlussendlich kann er dann doch noch fliehen, als er offenbar tatsächlich dem Wahnsinn verfällt – oder aber erkennt, dass nur eine Flucht über das Meer nach Schweden ihm das Leben retten kann. Er folgt damit seinem Piloten Capt. Orr, der sich vor ihm schon auf den Weg gemacht hatte und ihm eine Botschaft über seine glückliche Ankunft zukommen ließ.

## Vom Buch zum Film
Das Buch galt eigentlich als unverfilmbar, unter anderem, weil es in Kapitel aufgeteilt ist, die nur kurze Anekdoten oder Schilderungen über eine konkrete Person darstellen und dadurch zugleich als Sozialstudie die Haupthandlung illustrieren. Henry griff bei der Erstellung des Drehbuchs einzelne Anekdoten und Begebenheiten heraus, um die verschiedenen Personen zu skizzieren. Die restliche Charakterarbeit wurde den Schauspielern überlassen. Gerade diese Zerfahrenheit trägt aber viel zur Stimmung des Films bei.

## Die Handlung
Die Geschichte ist in die Rahmenhandlung eines Attentats eingefügt.
Man sieht eine Bomberstaffel bei den Startvorbereitungen: Motoren werden angelassen, Flugzeuge (B-25 „Mitchell“) rollen über ein Flugfeld. Vom Motorenlärm aufgeschreckt, flattert ein Schwarm Spatzen davon und man bekommt in der sehr tiefenscharfen Totalen der umherkurvenden Bomber ein Gefühl für die Größe dieser Maschinen.
Vor einem zerbombten zweigeschossigen Haus wartet eine Maschine. Im Obergeschoss stehen drei Männer: ein athletischer junger, ein älterer mit Fliegerschiffchen und schwarzen Handschuhen und ein alter, dicker Mann mit schwerer Lederjacke. Sie reden, aber man versteht kein Wort wegen der startenden Flugzeuge. Plötzlich schütteln sie einander zum Abschied die Hände und der junge Mann geht. Aber anstatt zum Flugzeug zu gehen, zieht er seine Fliegernadel vom Hemd und wirft sie in den Schmutz. Daraufhin wird er vom Gärtner niedergestochen. Er wird ohnmächtig und der Bomber startet. Man sieht den Schatten des Flügels über ihn hinwegstreichen. Er hört noch den Ruf „Helft ihm!“ und die Szene blendet über. Der junge Mann liegt auf einer Trage in einem Krankentransportwagen, eine weitere Überblende befördert ihn in die Nase eines Bombers. „Hilf ihm!“ hört er, „Hilf dem Bombenschützen!“. „Aber das bin ja ich! Ich bin der Bombenschütze“ – „Dann hilf ihm!“ – „Mir geht es gut.“ Er scheint zu begreifen und kriecht unter der Pilotenkanzel in den Bauch des Flugzeugs. Sie hatten sich nicht korrekt verstanden. Der Bordschütze war gemeint. Schnitt zurück in den Krankenwagen, die Sanitäter stellen den Namen des Verletzten fest: es ist Captain Yossarián. Im Delirium ruft er „Snowden“ (der Name des Bordschützen). Die Sanitäter schauen sich an und stellen fest: Snowden ist tot.
Nach diesem Prolog folgt der Plot dem Prinzip des Buches: Einzelne Passagen, die keine formelle Unterteilung haben, beschäftigen sich mit den Protagonisten. Zum Beispiel wird dem Kaplan ein Kapitel gewidmet, das dem Zuschauer Informationen über den Bruchpiloten Orr und den Standortkommandanten Cathcart vermittelt. Der Kaplan möchte mit dem neu ernannten Major Major sprechen (den man in einer vorherigen Episode kennengelernt hat) und dieser lässt sich von seinem Geschäftszimmer-Feldwebel verleugnen und verschwindet à la Monty Python durchs Fenster, mit einem falschen Bart auf der Oberlippe (John Cleese sehr ähnlich; diese Passage enthält im übrigen Ähnlichkeiten mit vielen Flying Circus-Gags rund um absurde militärische Logik). Auf ähnliche Weise wird der Zuschauer quer durch den Film immer wieder weitergereicht oder irgendwo abgestreift. Die Anzahl „harter Schnitte“ ist insgesamt sehr gering.
Im Verlauf der nächsten 90 Minuten erfährt man, warum das Geschwader Probleme hat: Man hat es in sieben Angriffen nicht geschafft, die Brücke von Ferrara zu zerstören, die der Wehrmacht als Nachschubweg dient und von daher für einen taktischen Bombenangriff bedeutsam wäre. Stattdessen hat man befohlen, Ferrara einem strategischen Bombardement zu unterziehen. Aber offenbar gelingt es dem Ort immer wieder, die Staffel auszutricksen. In dieser Zeit muss der Zwischenfall mit Snowden passiert sein: In wiederkehrenden Rückblenden erfährt man, warum Yossarián sich schließlich weigert zu fliegen. Um einem Standgericht zu entgehen, beschließt er, verrückt zu werden. Er will seine Uniform nicht tragen und eines Tages gibt er zu früh das Kommando zum Bombenabwurf, als er zum Führungsbomberschützen wird: diese landen 500 Meter vor Ferrara im Meer. Aufgrund mehrfachen Versagens hat die Staffel bereits 55 Kampfeinsätze geflogen, üblicherweise werden Bomberbesatzungen nach 25 Einsätzen abgelöst. Das Ganze gipfelt in einer völlig absurden Ordensverleihung durch General Dreedle, an der Yossarián nackt teilnimmt. Der bauernschlaue Geschäftszimmer-Sergeant von Major Major paukt ihn heraus, indem er erklärt, dass Captain Yossariáns gesamte Uniform in der Wäsche sei, da sie nach dem Zwischenfall mit Schütze Snowden total mit Blut verschmiert gewesen sei. So entgeht er dem Eklat und General Dreedle sieht keinen Grund, disziplinarische Maßnahmen zu ergreifen.
General Dreedle: „So etwas Blödes ist mir noch nie untergekommen.“
Yossarián: „Blöde ist noch geschmeichelt.“
Colonel Cathcart: „Ich bin ganz Ihrer Meinung, Sir. Sie können sich sicher sein, dass dieser Mann aufs Härteste bestraft wird.“
General Dreedle: „Ach wissen Sie, mir ist das alles sowas von egal. Wenn er seine Orden nackt in Empfang nehmen möchte …“
Colonel Cathcart: „Oh, da sprechen Sie mir aus der Seele, Sir.“
Und so kommt es, dass der Affront zur Farce wird und nichts passiert.
Während dieser Episoden erfährt man einiges über den Grund der Verlängerung der Einsätze: Der Krieg neigt sich dem Ende zu und einige Protagonisten können vom Krieg sehr gut leben.
- Der Arzt schiebt eine ruhige Kugel und verdient sorgenfrei sein Geld. Seine kleine Praxis, die er kurz vor dem Krieg betrieb, lief nicht so recht (im Buch erfährt man, dass er nicht mal seine Goldfische füttern konnte), außerdem kassiert er Flugzulage, da der Geschäftszimmer-Feldwebel des Major Major ihn immer als Beobachter mit in die Besatzungslisten schreibt – dies bringt ihm nicht einmal Probleme ein, als das Flugzeug, in dem er sich angeblich befindet, abstürzt. (Im Buch allerdings gilt er als tot; selbst noch dann, als er direkt neben demjenigen steht, der den Totenschein ausfüllt. Deshalb sagt Yossarian auch am Ende des Films: „Der Doc ist ein Zombie.“)
- Der Standortkommandant erhöht die Zahl der Einsätze immer weiter, da er hofft, aufgrund der Leistung seiner Mannschaft belobigt zu werden oder zumindest in die Zeitung zu kommen.
- Der Versorgungsoffizier Milo – der als Teil des fliegenden Personals auch abgelöst werden müsste – hat „Das Syndikat“ gegründet, für das er Aktien verteilt. Er hat ein ultrakapitalistisches Waren- und Werte-Handelskonzept auf die Beine gestellt, mit dem er praktisch vor nichts zurückschreckt. Brauchen die Mannschaften Eier, so kauft er sie in Sizilien, bezahlt mit Wolle aus Ägypten und diese wiederum mit Seide. Die Seide bezieht er durch Konfiszieren von Fallschirmen der Besatzungen. Das scheint jedoch nur Yossarian zu stören. Alles bezahlt er mit „Aktien“, die dann beispielsweise in der leeren Fallschirmtasche liegen. Würde die Maschine nun abgeschossen, so verschwänden auch die Aktien und „Das Syndikat“ würde noch reicher. Eines Tages kauft Milo jedoch Unmengen Baumwolle, die auch die Deutschen versucht hatten zu bekommen. Nun sucht er nach einer Möglichkeit, die Baumwolle loszuwerden. Er versucht sogar, sie in ein Dessert zu verwandeln, da sie fast wie Zuckerwatte aussieht. Zu guter Letzt verkauft er die Baumwolle an die Deutschen. Da diese die Baumwolle jedoch nicht abholen können, wird sie ihnen „heiß verkauft“. Die Deutschen erhalten nachts die Gelegenheit, die Lagerhallen zu zerbomben. Damit ist klar, die Deutschen sind Teil des „Syndikats“. Als die Nachkriegsordnung schon Formen annimmt, sammelt Milo sämtliche Prostituierten ein und schafft sie in ein zum Fließband-Bordell umgebautes Krankenhaus. Bei der „Säuberungsaktion“ thront er auf einem von der Militärpolizei gefahrenen Mercedes-Benz G4 – wie ein Diktator bei der Abnahme einer Parade.

Die Sicherheitsmaßnahmen schlagen fehl, das Problem ist nicht mehr in den Griff zu kriegen:
- der Arzt ist korrupt,
- der Kaplan hat nicht das Format und wird von den Piloten nicht akzeptiert,
- der Adjutant des Standortkommandanten ist offensichtlich komplett wahnsinnig,
- der kurzerhand zum Major beförderte „Captain Major“ (nach dem Tod Major Duluths, der vor Yossarián die Führungsmaschine innehatte) ist völlig unfähig, allein die Wäschestube zu leiten.

Aber auch um Yossarián versagen alle, sie sind entweder so verrückt, dass sie die Absurdität der Situation nicht erkennen, oder tot:
- der Pilot McWatt rammte einen Berg,
- der Alternativpilot Orr ist über dem Meer abgeschossen worden und rudert mit seinem Notschlauchboot bis nach Schweden, um dort Asyl zu beantragen.
- der Navigator Capt. Aarfy Aardvaark ist zwar Intellektueller, sieht den ganzen Krieg jedoch offensichtlich als reines Abenteuer ohne jeden Realitätswert und entpuppt sich schließlich als Vergewaltiger und Frauenmörder.

Yossarian ist zum Schluss der einzig Verbleibende seiner Staffel – und spielt verrückt, um flugbefreit zu werden.
Kurz vor Schluss erfährt der Zuschauer jedoch, was wirklich passierte, als Snowden starb: Yossarián suchte seinen Fallschirm und fand eine Aktie von Milo. Da wurde er gerufen, Snowden zu helfen, den er sterbend am Boden des Rumpfes vorfand (die im Wind flatternde Hand dient bei allen Schnitten dem Zuschauer als Orientierungsmöglichkeit). Er deckt ihn mit seiner Pilotenjacke zu und ist gerade dabei, die Schrapnellwunde am Bein zu versorgen, als er merkt, dass Snowden einen Blutungsschock bekommt. Er möchte ihm Morphin geben, da taucht eine weitere Aktie im Verbandkasten auf und ihm wird klar, dass das Syndikat im Besitz der Morphium-Injektoren ist. Er findet noch einen Fallschirm beim Notausstieg und deckt Snowden damit zu, wobei er die Schwimmweste entfernen möchte. Dabei zieht er Snowdens Bauchdecke auf, so dass die Innereien hervorquellen. Das war dann zu viel für ihn. Er macht ernst mit seinem Plan, wegen Verrücktheit suspendiert zu werden. Doch bevor er heimwärts fahren kann, wird er (Eingangsszene) von einem Unbekannten niedergestochen und ins Lazarett gebracht. Cathcart ist es doch noch gelungen, ihn festzusetzen. Das Geschwader ist weiter im Dienst (wenn auch krank zu Bett) und Milos Syndikat operiert weiter ungehindert.
In einer ganz in Weiß getauchten Szene besucht ihn der Kaplan noch einmal und teilt ihm mit, dass Orr in Schweden Asyl beantragt habe. Er sei mit dem Schlauchboot dorthin gepaddelt. Da begreift man, dass Yossarián es doch geschafft hat, er ist wahnsinnig geworden. Er springt aus dem Fenster und rennt zu einer ausgeschlachteten Maschine, holt sich das Schlauchboot und sticht in See.

## Catch-22
Catch-22 legitimiert immer wieder aufs Neue sämtliche Maßnahmen, die den Dienst der Besatzungen auf Pianosa verlängern. Diesem Paragraphen zufolge kann ein Pilot nur dann als verrückt gelten, wenn er dies selbst beantragt. Unabhängig vom Zustand des Piloten ist der Wunsch nicht mehr zu fliegen aber ein Beweis dafür, dass er noch normal ist. Catch-22 bedeutet umgangssprachlich „Zwickmühle“: Die 2-2 symbolisiert dabei die „Stehenden Steine“, während der bewegliche als (catch) bezeichnet wird. Dieser springt immer hin und her und kann so zwei Mühlen gleichzeitig bedienen – eine Situation, aus der es kein Entrinnen gibt.
Eine weitere Logik ist die egozentrische von Yossarián: „Alle schießen auf mich. Aber sie schießen auf alle, dann wäre ich ja der einzige Verrückte. Nicht anzunehmen, dass alle auf mich schießen.“

## Personen

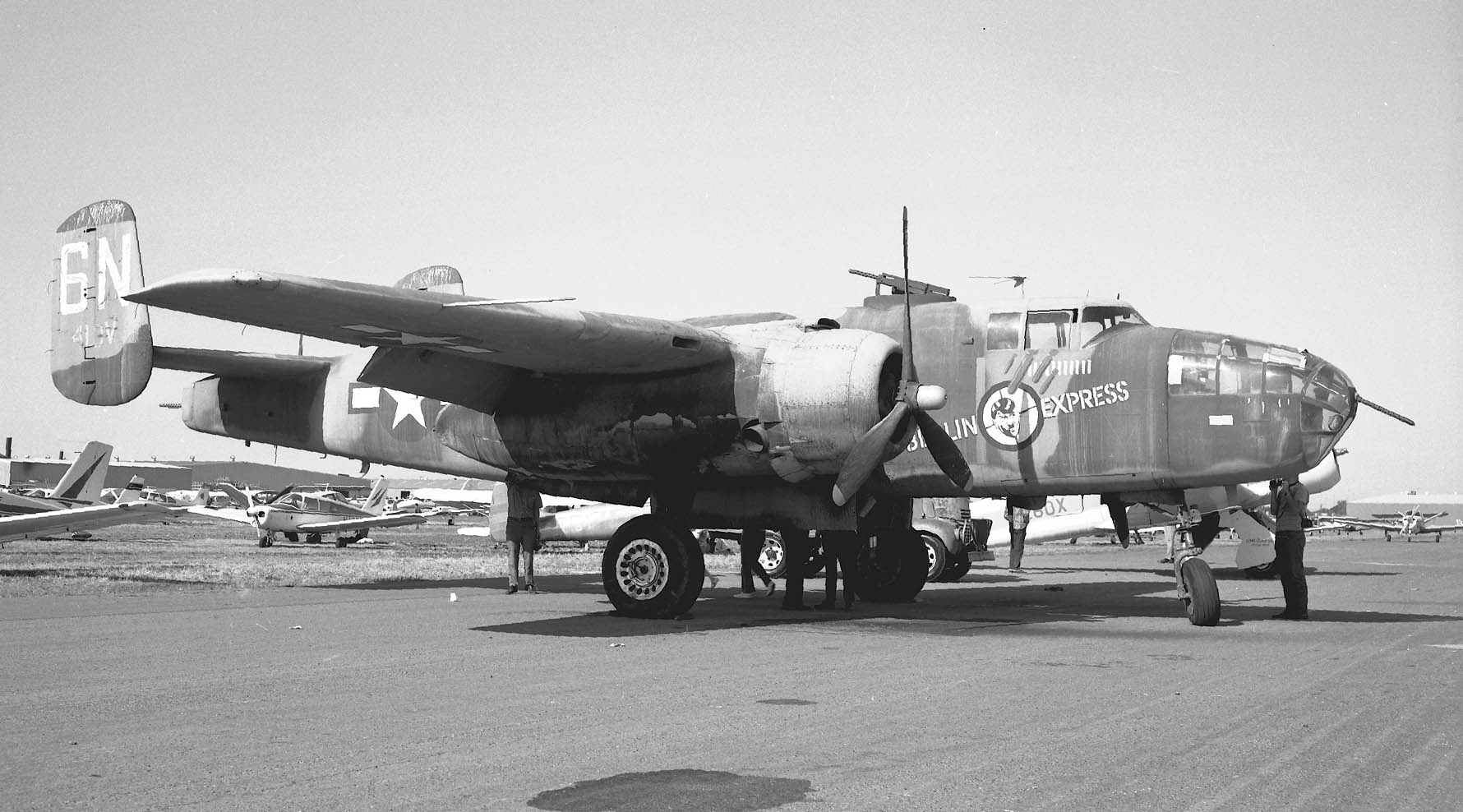
Eine B-25 aus dem Film

Über die Herkunft der einzelnen Personen erfährt man im Film recht wenig, das Buch jedoch zeichnet im Einzelnen sogar sehr detaillierte Biographien. Viele Personen des Buches (z. B. der Formaldienst-Fetischist General Scheißkopp) kommen im Film gar nicht vor. Zu jeder Hauptfigur gehört (in der Tradition des Buches) eine besondere Sorte Prostituierte und eine spezielle sexuelle Vorliebe.

### John Yossarián
Bezeichnenderweise würde man ihn (was im Buch, aber nicht im Film geschieht) JoYo abkürzen – eine gute Metapher für seine zwecklosen Versuche, dem Krieg zu entkommen. Da man das O im Namen im amerikanischen „Yassariaan“ spricht, liegt hier eine Verwandtschaft mit assyrischer oder armenischer Herkunft nahe – es wäre interessant, die Gespräche mit dem Patrone (des Bordells) vor diesem Hintergrund zu durchleuchten.
Er ist Bombenschütze und fliegt die meiste Zeit mit Nately, früher auch mit Hungry-Joe (Hungry-Joe ist jedoch später zum Transportflieger abkommandiert). Der Flugnavigator Capt. Aarfy Aardvaark trägt massiv zu seinem Glauben bei: „Sie schießen auf mich“, indem er ihre Route immer über Flakgürtel hinweg lenkt. In Panik schafft er es in sieben Anläufen nicht, die Brücke von Ferrara zu treffen. Als das Bomberkommando eine Teppichbombardierung von Ferrara plant (die an und für sich absoluter Overkill ist), klinkt er die Bomben in Panik zu früh aus und wird zum „größten Fischmörder der Geschichte“. Diese Paranoia zeichnet ihn aus, kombiniert mit einer Argumentationsweise, die dem Catch-22 nicht unähnlich ist. Daneben ist er aber auch ehrlich und charmant. Kurz vor Filmschluss versucht er Cathcart zu erschießen. Als Yossarián seine Colt Government auf Cathcart abfeuert, ist keine Patrone mehr im Magazin.

### Nately
Nately ist Yossariáns Pilot, nachdem der Staffelführer (vier Maschinen und Ersatzmannschaften) Major Duluth abgestürzt ist. Nately führt Yossariáns Abwehrbewegungen peinlichst genau aus, auch wenn dieser ihn währenddessen wüst beschimpft. Trotz Aardvarks desaströser Routenplanung (über Flak-Gürtel) sind sie somit ein gutes Gespann. Nately verhindert am Ende, dass Dobbs nach Orrs Verschwinden Colonel Cathcart erschießt. Dabei wird er von Dobbs k. o. geschlagen und verbrennt bei dem Bombenangriff auf den Flugplatz.

### Aarfy
Der Navigator Capt. Aarfy Aardvaark (engl. „Erdferkel“, verkörpert durch Charles Grodin) ist ein Intellektueller aus New England. Im Buch lautet die zweite Frage, die er anderen Offizieren stellt, immer, auf welcher High-School sie in welcher Verbindung waren. Er raucht Pfeife (eine „Billard“), trägt auch im Kampfeinsatz seine Ausgehuniform (mit Rollkragenpullover) und sieht offenkundig den ganzen Krieg als ein „faszinierendes Abenteuer“. Keinen Gedanken verschwendet er an seinen möglichen Tod. Sogar als Y. ihn fragt, ob er – in Ermangelung eines Fallschirms – vielleicht sein Taschentuch nehmen soll, antwortet er: „Ja, das ist wahrer Kampfgeist. Humor im Angesicht der Gefahr. Das hat Amerika groß gemacht“. Unglücklicherweise ist er Yossariáns Navigator … Seine Art, die Dinge locker zu sehen, trägt sehr zu Yossariáns Panik bei. Er scheint nichts wirklich ernst zu nehmen, doch im letzten Kapitel des Films deckt Yossarián auf, dass Aarfy ein psychopathischer Vergewaltiger ist. Von Yoss’ „Freunden“ ist er der einzige, der nicht im Laufe der Handlung Vermisste Person wird.

### McWatt
Er ist eher ein ruhiger Mensch und hat wenig Phantasie, dafür aber eine realitätsnahe Sicht der Begebenheiten. Bei seinem letzten Flug tötet er durch scheinbar sinnlose Flugmanöver einen der am Boden verbliebenen Piloten und nimmt sich dann das Leben, in dem er seine Maschine gegen einen Berg steuert.

### Orr
Verkörpert (durch Bob Balaban) den ewigen Bruchpiloten, ist dafür aber mit einem untrüglichen Überlebenssinn ausgestattet. Er fliegt die Schlussmaschine – diese trägt das größte Risiko, von Abfangjägern getroffen zu werden – aber es ist ihm egal. Fünfmal wird er abgeschossen und fünfmal gerettet. Nicht nur, dass er auch komplett verrückt geworden zu sein scheint, er hat auch Routine im Überlebenskampf. Seine sexuellen Vorlieben sind den anderen Piloten ein Rätsel: Zwar hat er eine Stamm-Prostituierte, aber er bezahlt ihr einen besonderen Bonus, damit sie ihm beim Sex rhythmisch mit einem hochhackigen Schuh auf den Kopf schlägt. Dazu kichert er. Schließlich bleibt er nach der sechsten Notlandung verschollen, der Kaplan teilt Y. später mit, Orr hätte in Schweden Asyl beantragt und habe immer die perfekte Notwasserung geprobt. Das ist natürlich geografisch unmöglich, stellt aber einen starken Bezug zum Krieg zwischen USA und Vietnam dar. Das Land Schweden war zu der Zeit der einzige westliche Staat der amerikanischen Soldaten, die nicht mehr an diesem Krieg teilnehmen wollten, Asyl bot. Der hohe Verschleiß an Flugzeugen ist für Cathcart ein weiterer Grund, die Zahl der Einsätze zu erhöhen. Sein Name ist ein Wortwitz: Orr könnte „or“ (engl. „oder“) bedeuten. Während Yoss’ sich vor die Wahl gestellt sieht: „Entkomme oder stirb“, steht der verschlossene Orr für die dritte Möglichkeit, „das Oder“. Spricht man Orr amerikanisch als „oar“ aus, so bedeutet es „Paddel“.

### Cathcart
Er ist der Geschwaderkommandant. Er träumt von einem Artikel über sich im Republic. Ihn kümmern nur korrekte Bombenmuster auf den Luftaufnahmen, er macht sich weder Sorgen um die Moral noch um die Disziplin, seine „Rechte Hand“ Colonel Korn trägt immer schwarze Gummihandschuhe, was seine Hände wie Prothesen aussehen lässt. Gegenüber General Dreedle ist Cathcart devot und hündisch.

### Dreedle
Der General der Truppen „westliches Mittelmeer“ kümmert sich nur um erfüllte Aufträge, das Qualitätskriterium sind fotogene Bombenteppiche. Er hat kein Problem damit, Soldaten mit einem Orden für den 55. Feindflug zu belobigen, wenn sie wegen der ins Meer gefallenen Bomben (wegen der schlechten Publizität) eigentlich vor ein Kriegsgericht gehörten.

### Appleby
Appleby ist einer der Piloten. Im Buch erfährt man, dass er aus Iowa stammt. Er vertritt die moralisch durchgeformten, amerikanisch denkenden Bible-Belt-Bewohner. Er ist angetreten, um „den Krieg zu gewinnen“, und nervt damit Yossarián und Orr. Orr behauptet, dass er Fliegen in den Augen hätte und verunsichert ihn damit ungemein („to fly“ im Englischen ebenso doppeldeutig). Appleby versucht Yossarián beim neuen Staffelkommandanten Major Major damit anzuschwärzen, dass dieser seine Malariamedizin nicht nähme, scheitert aber immer im Vorzimmer.

### Major Major
Der Gefreite Major wird aufgrund eines Datenverarbeitungsfehlers und seines Namens zum Captain befördert und so ohne Flugausbildung direkt auf einen Luftwaffenstützpunkt verlegt. Mit Unterstützung seines bauernschlauen Geschäftszimmer-Feldwebels gelingt es ihm mehr schlecht als recht, die Wäschekammer des Standorts zu leiten. Als Major Duluth abgeschossen wird, befördert ihn Cathcart widerwillig zum Major und Staffel-Stabsoffizier. Doch er kann weder fliegen noch hat er Ahnung von Benehmen und Führung. Daher kann er für die Staffel auch nicht Partei ergreifen, als die Einsätze schließlich auf 80 erhöht werden. Im Buch heißt er übrigens auch noch mit beiden Vornamen Major, in voller Länge also: Major Major Major Major.

### Sergeant Towser
Der Schriftführer der Wäschekammer, schließlich nach der Beförderung von Major zum Major der Organisator der gesamten Staffel. Fähig, klug, aber ungebildet. Er paukt Yossarián heraus, als dieser nackt vor General Dreedle steht, da er weiß, dass die Wäsche und Unterwäsche Yossariáns noch in der Reinigung sind.

## TV-Neuverfilmung
2018 entstand die sechsteilige Mini-Serie Catch-22 mit Christopher Abbott als Yossarian, die im Mai 2019 anlief und in Deutschland bei Prime Video gezeigt wird. George Clooney fungierte bei zwei Folgen als Regisseur. Die Dreharbeiten der 257-Minuten-Produktion fanden zum größten Teil bei Nuoro auf Sardinien statt.

## Kritiken
„Unbequemer Antikriegsfilm, der das herrschende Chaos in seiner Erzählstruktur reflektiert. Trotz ihrer grotesken Gags und der Neigung zum Nonsens liefert die Bestseller-Verfilmung einen diskutablen Beitrag zum Thema.“

„Die Reaktionen nach der Uraufführung waren gemischt, und bis heute [1995] sind die Kritiker sich nicht einig, ob es sich bei Catch 22 um einen großartigen Antikriegsfilm oder um die stümperhafte Bearbeitung einer brillanten Vorlage handelt. Die New York Times zumindest schrieb: ‚Der bewegendste, intelligenteste, menschlichste – es ist der beste amerikanische Film dieses Jahres.‘ Und Time ergänzte: ‚Catch 22 ist hart wie ein Diamant, fühlt sich kalt an und ist brillant fürs Auge!‘.“

## Sonstiges
Für die in Mexiko stattfindenden Außenaufnahmen wurde bei Guaymas am Golf von Kalifornien die Kulisse eines Flugplatzes samt einer 1800 Meter langen Start- und Landebahn angelegt. Auf Initiative des für die Flugszenen verpflichteten Stuntpiloten Frank Tallman konnten insgesamt 18 B-25-Bomber für die Filmarbeiten bereitgestellt werden. Dies war die größte Konzentration von Flugzeugen dieses Typs seit dem Ende des Zweiten Weltkriegs, die bis in die heutige Zeit nicht wieder erreicht wurde. Der Massenstart in der Anfangssequenz musste mit 16 B-25 insgesamt dreimal gefilmt werden, wobei es zu teilweise gefährlichen Flugzuständen vor allem bei den zuletzt startenden B-25 kam, die in die Wirbelschleppen der vorausfliegenden Bomber gerieten. Die Flugaufnahmen umfassten etwa 1500 Flugstunden, von denen aber lediglich zwölf Minuten für die geschnittene Endfassung Verwendung fanden. Die Dreharbeiten, anfangs auf sechs Wochen veranschlagt, konnten nicht zuletzt wegen dieser perfektionistischen Arbeitsweise des Kameramanns David Watkin erst im Mai 1969 nach drei Monaten abgeschlossen werden und verursachten 18 Millionen US-Dollar Kosten. Für die Neuverfilmung von 2018 wurden lediglich zwei B-25J aus dem Tri-State Warbird Museum Batavia und dem Planes of Fame Museum Chino genutzt.
In der Szene, in der McWatt den auf einer Badeplattform stehenden Kid Sampson mit einem Kleinflugzeug tötet, kam es zu einem Beinahe-Absturz, als sich eine Hand der Sampson simulierenden Puppe im Höhenleitwerk der von Frank Tallman pilotierten Cessna Bird Dog verklemmte und es blockierte. Tallman konnte mit einigen Schwierigkeiten sicher landen; das Flugzeug wurde nach den Dreharbeiten mitsamt der Hand im Leitwerk ins Museum Movieland of the Air in Orange County gebracht und ausgestellt.